# 基亚乌奇
基亚乌奇（義大利語：Chiauci），是意大利伊塞尔尼亚省的一个市镇。总面积15平方公里，人口273人，人口密度18.2人/平方公里（2009年）。ISTAT代码为094015。